# Claudio Bencina
Claudio Bencina (Trieste, 26 dicembre 1956) è un allenatore di calcio ed ex calciatore italiano, di ruolo centrocampista.

## Carriera

### Giocatore
Ha giocato in Serie A con le maglie di Udinese e Cremonese, di cui è stato capitano. Complessivamente vanta 33 presenze in serie A (5 con la maglia dell'Udinese nella stagione 80-81 e 26 con la maglia della Cremonese nella stagione 84-85) e nessun gol.

### Allenatore
Dal 2007 al 2009 è stato il tecnico degli Allievi Nazionali della Cremonese, mentre nel 2012 diventa l'allenatore della formazione Giovanissimi Nazionali grigiorossa.

## Palmarès

### Giocatore

#### Competizioni nazionali
- Campionato italiano Serie C: 1

Udinese: 1977-1978 (girone A)
- Coppa Italia Semiprofessionisti: 1

Udinese: 1977-1978
- Campionato italiano Serie C2: 1

Alessandria: 1990-1991 (girone A)

#### Competizioni internazionali
- Coppa Anglo-Italiana: 1

Udinese: 1978